# Land van Strijen (museum)
Het Land van Strijen is een streekmuseum in het Zuid-Hollandse dorp Strijen. Het museum is gehuisvest in een oude smederij aan de Kerkstraat. Het draait in het museum voornamelijk om de geschiedenis van Strijen.
In het benedenhuis bevinden zich enkele ruimtes die ingericht zijn met meubilair en voorwerpen uit de jaren 1940 en 1950; verder zijn er vertrekken voor tijdelijke tentoonstellingen. De vroegere smederij is op vast momenten nog in bedrijf.
Op de zolderverdieping is, naast een ruimte voor wisselende tentoonstellingen, een aantal vitrines ingericht met archeologische vondsten uit Strijen en omgeving, waaronder de glasvondst uit 1982.